# Поглайен, Мартин
Мартин Поглайен (фр. Martin Poglajen; род. 28 сентября 1942, Эссен, Рейнская провинция) — голландский дзюдоист, чемпион и призёр чемпионатов Нидерландов и Европы, призёр чемпионатов мира, участник летних Олимпийских игр 1972 года в Мюнхене.

## Карьера
Выступал в средней (до 80 кг) и абсолютной весовых категориях. Чемпион (1973 год) и серебряный призёр (1965, 1966) чемпионатов Нидерландов. Победитель и призёр международных турниров. Чемпион (1965), серебряный (1964, 1970) и бронзовый (1966, 1969) призёр чемпионатов Европы. Серебряный (1967) и бронзовый (1969) призёр чемпионатов мира.
На Олимпиаде в Мюнхене Поглайен победил малагасийца Джина де Диу Разафимахатратра, но уступил советскому дзюдоисту Гураму Гоголаури и занял 13-е место.